# Kenneth Eugene Iverson

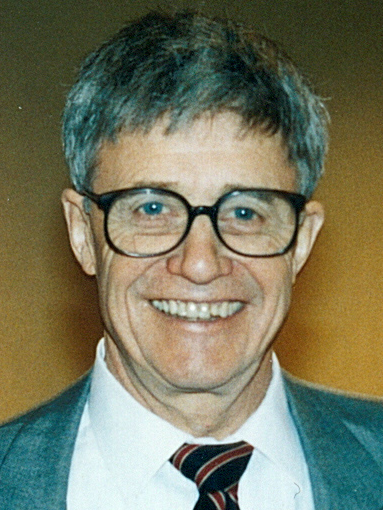
Kenneth E. Iverson, 1989

Kenneth Eugene Iverson (Camrose, 17 december 1920 – Toronto, 19 oktober 2004) was een Canadees informaticus.
Iverson was gespecialiseerd in formele talentheorie en deed veel onderzoek naar het gebruik van wiskundige notaties in programmeertalen en methoden. In 1979 ontving hij de Turing Award voor zijn bijdragen aan de wiskundige notatie en theorie der programmeertalen.
Daarnaast werd hij in 1983 geëerd met het instellen van de naar hem vernoemde Iverson Award voor bijdragen aan de programmeertaal APL.
Iverson studeerde wiskunde en natuurkunde aan de Queen's University te Kingston in Canada. In 1951 behaalde hij in deze onderwerpen zijn bachelor. Hij studeerde verder te Harvard, waar hij eveneens in 1951 zijn master in de wiskunde behaalde en vervolgens in 1954 promoveerde in de toegepaste wiskunde.
Hij werd te Harvard aangesteld als postdoc en universitair docent. In die hoedanigheid ontwikkelde hij een wiskundige notatie voor het werken met arrays, die hij ook aan zijn studenten onderwees. In 1962 stapte hij over naar IBM, waar hij samen met Adin Falkoff werkte aan de ontwikkeling van APL -- de basis hiervoor was de door Iverson ontwikkelde notatie. In 1970 werd hij benoemd tot IBM Fellow.
In later jaren ontwikkelde hij de programmeertaal J.

## Bekende boeken
- A Programming Language (1962)
- Automatic Data Processing (samen met Frederick Brooks, 1963)
- Elementary Functions: An Algorithmic Treatment (Science Research Associates, Inc., 1966)
- A Source Book in APL (samen met Adin D. Falkoff, APL Press, 1981)
- Tangible Math (Iverson Software Inc., 1990)
- The ISI Dictionary of J (Iverson Software Inc., 1991)

1966: Alan J. Perlis ·
1967: Maurice V. Wilkes ·
1968: Richard Hamming ·
1969: Marvin Minsky ·
1970: J.H. Wilkinson ·
1971: John McCarthy ·
1972: Edsger Dijkstra ·
1973: Charles W. Bachman ·
1974: Donald E. Knuth ·
1975: Allen Newell, Herbert Simon ·
1976: Michael Rabin, Dana S. Scott ·
1977: John Backus ·
1978: Robert W. Floyd ·
1979: Kenneth E. Iverson ·
1980: Tony Hoare ·
1981: Edgar F. (Ted) Codd ·
1982: Stephen A. Cook ·
1983: Ken Thompson, Dennis M. Ritchie ·
1984: Niklaus Wirth ·
1985: Richard M. Karp ·
1986: John Hopcroft, Robert Tarjan ·
1987: John Cocke ·
1988: Ivan Sutherland ·
1989: William Kahan ·
1990: Fernando J. Corbató ·
1991: Robin Milner ·
1992: Butler Lampson ·
1993: Juris Hartmanis, Richard E. Stearns ·
1994: Edward Feigenbaum, Raj Reddy ·
1995: Manuel Blum ·
1996: Amir Pnueli ·
1997: Douglas Engelbart ·
1998: Jim Gray ·
1999: Frederick P. Brooks, Jr. ·
2000: Andrew Chi-Chih Yao ·
2001: Ole-Johan Dahl, Kristen Nygaard ·
2002: Ron Rivest, Adi Shamir, Leonard M. Adleman ·
2003: Alan Kay ·
2004: Vinton G. Cerf, Robert E. Kahn ·
2005: Peter Naur ·
2006: Frances E. Allen ·
2007: Edmund M. Clarke, E. Allen Emerson, Joseph Sifakis ·
2008: Barbara Liskov ·
2009: Charles Thacker ·
2010: Leslie Valiant ·
2011: Judea Pearl ·
2012: Shafi Goldwasser, Silvio Micali ·
2013: Leslie Lamport ·
2014: Michael Stonebraker ·
2015: Martin Hellman, Whitfield Diffie ·
2016: Tim Berners-Lee ·
2017: John L. Hennessy, David Patterson ·
2018: Yoshua Bengio, Geoffrey Hinton, Yann LeCun ·
2019: Patrick M. Hanrahan, Edwin E. Catmull ·
2020: Alfred Aho, Jeffrey Ullman ·
2021: Jack Dongarra ·
2022: Robert Metcalfe ·
2023: Avi Wigderson